# Fórum Boário
Fórum Boário (em latim: Forum Boarium) era um dos fóruns venálios de Roma, especializado no comércio do gado bovino. Ele estava localizado numa área perto do Tibre entre o monte Capitolino, o Palatino e o Aventino. Era ali também que ficava o chamado Porto Tiberino, o  porto original de Roma, e, por isso, o Fórum Boário era uma região de intensa atividade comercial. A parte central desta longa faixa que se dirige ao Tibre também incluía o Velabro (onde estão o Arco de Jano, igrejas de San Giorgio e San Teodoro). Por aqui perto, o terreno sofria uma depressão notável e, devido às águas provenientes do Fórum Romano, que se encontra próximo, e ao rio Tibre, a zona estaria inundada durante alguns meses do ano.
Em 387 a.C., com a construção da Muralha Serviana, a zona do Fórum Boário foi incluída na nova cintura urbana que, por esta altura, corria paralela ao rio.

## História
O Fórum Boário foi o local da primeira disputa gladiatorial de Roma, realizada em 264 a.C. como parte dos rituais funerários de um aristocrata romano — um munus ("oferta funerária") aos mortos. Décimo Júnio Bruto Esceva e seu irmão Marco organizaram uma disputa em homenagem ao seu falecido pai com três pares de gladiadores.
O local também era um importante centro religioso e abrigava o Templo de Hércules Victor, o Templo de Portuno e o Grande Altar de Hércules, do século VI ou V a.C. Estava ali também o Arco de Jano.

Em 215 a.C., quatro pessoas foram enterradas vivas pelos romanos no Fórum Boário para aplacar os deuses, após uma série de eventos vistos como maus agouros, pressagiando assim um grande desastre que teria de ser prevenido. No volume XXII da História de Roma de Lívio, escrito dois séculos depois, o historiador escreve:
Um homem e mulher gauleses e um homem e mulher gregos foram enterrados vivos sob o Fórum Boário. Foram descidos a um sepulto de pedra, que numa ocasião anterior havia sido poluto por vítimas humanas, uma prática revulsa à sensibilidade romana. Quando se acreditou que os deuses haviam sido devidamente propiciados, M. Claudius Marcellus enviou de Óstia 1500 homens que haviam sido recrutados para servirem na frota de Roma.

## Arquitetura
O Templo de Hércules Victor ou Hercules Olivarius ("protetor do comércio de azeitonas") é um edifício peristilo circular do século II a.C. É o mais antigo edifício de mármore sobrevivente em Roma e por séculos foi conhecido como Templo de Vesta. O Templo de Portuno é um edifício retangular construído entre 100 e 80 a.C. e que era conhecido como Templo da Fortuna Viril.
Algumas fontes afirmam que no Fórum Boário estava a estátua de Míron saqueada de Egina. Apesar de elas mencionarem uma vaca, é possível que se tratasse de um grupo estatuário de "Teseu derrotando o Minotauro", um tema apropriado para um mercado de gado.
No período final do Império Romano, a área foi tomada por pequenas lojas. Os dois templos foram desconsagrados e convertidos em igrejas. E, do outro lado da rua, foi construída a antiga igreja de Santa Maria in Cosmedin, famosa pela Bocca della Verità.
No final da década de 1990, os templos do Fórum Boário foram restaurados e toda a região foi repaginada. Apenas o Arco de Jano permaneceu sem restauro.